# 胡正平
胡正平（1915年—1994年），中国人民解放军将领、中国人民解放军开国少将。
曾任重庆步兵学校校长。1955年，授予中国人民解放军少将。